# Atelopus chirripoensis
Atelopus chirripoensis is een kikker uit de familie padden (Bufonidae). De soort komt endemisch voor in Costa Rica. De soort werd voor het eerst wetenschappelijk beschreven door Jay Mathers Savage en Federico Bolaños in 2009.
Atelopus chirripoensis komt van nature alleen voor de bergbossen tussen de 3400 en 3500 meter hoogte rondom de Cerro Chirripó. De soort werd in 1980 voor het eerst waargenomen, maar als Atelopus chiriquiensis geduid. Het was destijds een algemene soort. Op basis van een exemplaar in een museum werd de soort uiteindelijk in 2008 beschreven.
Sinds 1993 is deze kikker niet meer waargenomen en waarschijnlijk is Atelopus chirripoensis uitgestorven. Door de internationale natuurbeschermingsorganisatie IUCN is de soort nog niet opgenomen op de lijst van bedreigde dieren.